# Ameiurus platycephalus
Ameiurus platycephalus là loài Cá da trơn nước ngọt Bắc Mỹ có nguồn gốc từ các vùng nước miền đông nam Hoa Kỳ từ Virginia đến Georgia. Loài này đạt chiều dài lớn nhất là 29 cm (11 in) TL mặc dù chiều dài phổ biến của chúng chỉ bằng 23 cm (9 in).

## Phân bố loài và môi trờng sống
Ameiurus platycephalus có nguồn gốc ở miền đông nam Hoa Kỳ, nơi nó được tìm thấy ở phần hạ lưu của các lưu vực ở Dốc Đại Tây Dương Bắc Mỹ. Phạm vi của nó kéo dài từ phần thường lưu của sông James và sông Roanoke ở Virginia, cho đến sông Altamaha ở Georgia. Loài xuất hiện phổ biến, ví dụ như trong tất cả các lưu vật ở Nam Carolina. môi trường sống điển hình của chúng là những dòng sông chảy chậm, yên tĩnh có chất nền là bùn, cát hoặc đá được bao phủ bởi những mảnh vụn hữu cơ. Loài cũng xuất hiện trong các hồ, ao, ở phía sau đập và những con non thích dòng nước trong vắt.

## Sinh thái
Loài cá này ăn côn trùng thủy sinh, động vật thân mềm và cá nhỏ, cũng như các thảm thực vật và mảnh vụn. Con cái trưởng thành khi chúng đạt ba năm tuổi. Sinh sản diễn ra vào mùa hè, khả năng sinh sản của con cái là từ 200 đến 1740 trứng mỗi con.

## Tình trạng
Dù không bị đánh bắt làm thực phẩm, Ameiurus platycephalus bị đe dọa bởi loài săn mồi cá trê đầu bẹt (Pylodictis olivaris) và Ictalurus furcatus, là hai loài được du nhập vào môi trường sống của Ameiurus platycephalus. Các mối đe dọa khác bao gồm ô nhiễm nước, bồi lắng, việc ngăn chặn và thay đổi chất lượng nước. Nói chung đây là một loài không phổ biến, nhưng có phạm vi sông rộng và Liên minh Quốc tế Bảo vệ Thiên nhiên (IUCN) đã đánh giá tình trạng bảo tồn của loài là "loài ít quan tâm".